# Скотт Купер
Скотт Купер (англ. Scott CooperMartin Charles Scorsese; нар. 20 квітня 1970) — американський режисер, сценарист, продюсер і актор. Найзнаніший як режисер фільмів «Шалене серце» (2009), «З пекла» (2013), «Чорна меса» (2015) та «Вороги» (2017).

## Біографія
Купер народився в Абінгдоні, штат Вірджинія. У 1988 року закінчив Абінгдонську середню школу. Купер навчався на актора в Інституті театру та кіно Лі Страсберга в Нью-Йорку. Він здобув ступінь бакалавра в 1992 році та ступінь доктора гуманних літераторів у 2014 році в Хемпден-Сіднейському коледжі в Гемпден-Сіднеї.

## Кар'єра
Десять років Купер працював актором у кіно та на телебаченні.
У 2009 році він переключився на режисуру, знявши фільм «Божевільне серце» з Джеффом Бріджесом і Меггі Джилленхол у головних ролях. Фільм, який випустила компанія Fox Searchlight Pictures, отримав широке схвалення критиків і низку нагород, у тому числі премію «Оскар» за найкращу чоловічу роль і найкращу оригінальну пісню.
У 2012 році Relativity Media запустила у виробництво фільм «З пекла», з Крістіаном Бейлом, Вуді Гаррельсоном і Кейсі Аффлеком, які очолили акторський ансамбль. Купер став режисером фільму, а сценарій написав разом з Бредом Інгельсбі.
У січні 2014 року Купер доручився переписати та режисерувати фільм  «Чорна меса», кримінальну драму за однойменною книгою Діка Лера та Джерарда О'Ніла, описану як «справжня історія Біллі Балджера, Вайті Балджера, агента ФБР Джона Конноллі та програми захисту свідків ФБР, створеної Дж. Едгаром Гувером». Джонні Депп, який брав участь у проєкті протягом багатьох років, повернувся до нього, щоб зіграти сумнозвісного бостонського кримінального авторитета Вайті Балджера разом із Джоелем Еджертоном у ролі Конноллі та Бенедиктом Камбербетчем у ролі Біллі Балджера. Фільм вийшов у 2015 році. У 2016 році він продав свій будинок у Брентвуді за 3,6 мільйона доларів, і це широко висвітлювалося в ЗМІ.
Купер написав, зрежисерував і продюсував вестерн «Вороги» 2017 року, оснований на рукописі покійного сценариста Дональда Е. Стюарта. У фільмі зіграли Крістіан Бейл і Розамунд Пайк. Світова прем’єра відбулася на кінофестивалі в Теллурайді, а права на розповсюдження в США придбала Entertainment Studios Motion Pictures. Наступним фільмом Купера стала надприродна історія жахів «Ненаситний» з Кері Расселл і Джессі Племонсом у головних ролях і співпродюсером Гільєрмо дель Торо, яка вийшла на екрани в 2021 році.

## Фільмографія

### Режисер, сценарист, продюсер
| Рік  | Українська назва        | Оригінальна назва       | Режисер | Сценарист | Продюсер |
| ---- | ----------------------- | ----------------------- | ------- | --------- | -------- |
| 2009 | Шалене серце            | Crazy Heart             | Так     | Так       | Так      |
| 2009 | Продається власником    | For Sale by Owner       | Ні      | Так       | Так      |
| 2013 | З пекла                 | Out of the Furnace      | Так     | Так       | Ні       |
| 2015 | Чорна меса              | Black Mass              | Так     | Ні        | Так      |
| 2017 | Вороги                  | Hostiles                | Так     | Так       | Так      |
| 2021 | Ненаситний              | Antlers                 | Так     | Так       | Ні       |
| 2022 | Блідо-блакитне око      | The Pale Blue Eye       | Так     | Так       | Так      |
| 2025 | Позбав мене від небуття | Deliver Me from Nowhere | Так     | Так       | Так      |

### Акторські роботи
| Рік  |   | Українська назва                       | Оригінальна назва                     | Роль                                     |
| ---- | - | -------------------------------------- | ------------------------------------- | ---------------------------------------- |
| 1998 | ф |                                        | Dry Martini                           | Роберт                                   |
| 1999 | ф | Остін Паверс: Шпигун, який мене звабив | Austin Powers: The Spy Who Shagged Me | Боббі                                    |
| 1999 | с | Цілком таємно                          | The X-Files                           | Макс Гарден (Епізод: "Натиск")           |
| 2000 | ф |                                        | Takedown                              | Джейк Кронін                             |
| 2001 | с |                                        | The District                          | Майкл Барретт (Епізод: "Lost and Found") |
| 2003 | ф | Боги і генерали                        | Gods and Generals                     | лейтенант Джозеф Моррісон                |
| 2006 | с |                                        | Broken Trail                          | Гілпін (2 епізоди)                       |
| 2009 | ф |                                        | For Sale by Owner                     | Вілл Кастіс                              |
| 2009 | ф |                                        | Get Low                               | Карл                                     |

## Зовнішні посилання
- Scott Cooper на сайті IMDb (англ.)
- L.A. Times Blogs: "The Body and Soul Behind Crazy Heart"